# Saida Dhahri
Saida Al-Dhahri (ar. سعيدة الظاهري ;ur. 18 lutego 1979) – tunezyjska judoczka. Dwukrotna olimpijka. Zajęła siódme miejsce w Sydney 2000 i odpadła w eliminacjach w Atenach 2004. Walczyła w wadze półśredniej.
Uczestniczka mistrzostw świata w 1999, 2001 i 2003. Startowała w Pucharze Świata w latach 1998–2001, 2003 i 2004. Wygrała igrzyska afrykańskie w 1999 i 2003, a także igrzyska panarabskie w 1999. Pięciokrotna medalistka mistrzostw Afryki w latach 1997 - 2004.

## Letnie Igrzyska Olimpijskie 2000
| Konkurencja | Eliminacje                | Repasaże              | Repasaże               | Klas. końcowa |
| Konkurencja | Przeciwnik I              | Przeciwnik I          | Przeciwnik II          | Miejsce       |
| ----------- | ------------------------- | --------------------- | ---------------------- | ------------- |
| 63 kg       | Anja von Rekowski (GER) P | Karen Roberts (GBR) Z | Jung Sung-sook (KOR) P | 7.            |

## Letnie Igrzyska Olimpijskie 2004
| Konkurencja | Eliminacje             | Repasaże           | Repasaże                      | Klas. końcowa |
| Konkurencja | Przeciwnik I           | Przeciwnik I       | Przeciwnik II                 | Miejsce       |
| ----------- | ---------------------- | ------------------ | ----------------------------- | ------------- |
| 63 kg       | Ayumi Tanimoto (JPN) P | Diana Maza (ECU) Z | Marie-Hélène Chisholm (CAN) P | II runda.     |